# WFV-Pokal 1999/2000
Der WFV-Pokal 1999/2000 war die 48. Austragung des Pokalwettbewerbs der Männer im württembergischen Amateurfußball. Titelverteidiger war der seinerzeitige Regionalligist SSV Reutlingen 05, der 2000 in die 2. Bundesliga aufstieg. Im Endspiel am 25. Juli 2000 im Stadion Jesinger Allee in Kirchheim unter Teck kam es zum ersten und einzigen Mal zu einem Duell zweier Amateurvertretungen von Profimannschaften, als die Reserve des VfB Stuttgart auf die Amateurmannschaft des SSV Ulm 1846 traf. Der Südregionalligist aus Stuttgart setzte sich gegen den zum Zeitpunkt des Endspiels fünftklassigen Verbandsligisten aus Ulm – aufgrund von Terminengpässen wurde das Endspiel zum Auftakt der folgenden Spielzeit erst Ende Juli ausgetragen, so dass die Ulmer Amateure zwischenzeitlich aus der sechstklassigen Landesliga aufgestiegen waren – mit einem 3:1-Erfolg durch und gewann den vierten Landespokal-Titel der Vereinsgeschichte nach 1970, 1980 und 1981.
Als Sieger qualifizierten sich die VfB-Amateure für den DFB-Pokal 2000/01. Dort deklassierte die Mannschaft um Spieler wie Aljaksandr Hleb, Andreas Hinkel, Ioannis Amanatidis und Kevin Kurányi, die später als „junge Wilde“ mit der Profimannschaft des VfB für Furore sorgten und in der UEFA Champions League spielten, in der ersten Runde den Bundesligisten Eintracht Frankfurt mit einem 6:1-Erfolg, ehe sie in der zweiten Runde auf die eigene Profimannschaft traf. Nach einer 0:3-Niederlage schied die Amateurmannschaft aus dem Wettbewerb aus, Hinkel, Hleb und Amanatidis – Torschütze zum Endstand – liefen dabei bereits in der von Ralf Rangnick betreuten Profimannschaft auf.

## 1. Runde
|                              | Ergebnis  |                                 |
| ---------------------------- | --------- | ------------------------------- |
| TSG Öhringen                 | 0:2       | SV Stuttgarter Kickers          |
| SpVgg Renningen              | 2:1       | FC Viktoria Backnang            |
| TURA Untermünkheim           | 4:3       | SC Korb                         |
| SG Schorndorf                | 1:4       | VfR Heilbronn                   |
| TSV Crailsheim               | 1:2 n. V. | TSV Schwieberdingen             |
| TSV Erlenbach                | 0:5       | VfL Brackenheim                 |
| FV Union Böckingen           | 0:1       | SG Sonnenhof Großaspach         |
| Türk. SC Kornwestheim        | 2:0       | Spfr Schwäbisch Hall            |
| TV Oeffingen                 | 4:2 n. V. | SV Gebersheim                   |
| TSG Backnang                 | 5:2       | SGV Freiberg                    |
| GSV Pleidelsheim             | 4:2 n. E. | SV Fellbach                     |
| FC Matzenbach                | 6:5 n. E. | TSV Eltingen                    |
| FC Victoria Schwäbisch Gmünd | 0:2       | Spvgg Au/Iller                  |
| SC Geislingen                | 2:1       | TSV Notzingen                   |
| SC Staig                     | 1:2 n. V. | TSG Hofherrnweiler-Unterrombach |
| TSV Deizisau                 | 2:6 n. V. | TSB Schwäbisch Gmünd            |
| FV Zuffenhausen              | 2:0       | Spvgg Stuttgart-Ost             |
| 1. FC Frickenhausen          | 0:3       | SV Bonlanden                    |
| 1. FC Donzdorf               | 2:1       | VfL Kirchheim                   |
| Stuttgarter SC               | 1:2       | TSV Köngen                      |
| TSV Wäldenbronn-Esslingen    | 1:2       | Spfr Dorfmerkingen              |
| SSV Ulm 1846 Amateure        | 3:0       | TSVgg Plattenhardt              |
| SV Gablenberg                | 0:2       | Heidenheimer SB                 |
| SV Oberelchingen             | 1:3       | TV Steinheim                    |
| TV Echterdingen              | 3:1       | FV Illertissen                  |
| FC 08 Tuttlingen             | 2:3       | VfL Sindelfingen                |
| TuS Metzingen                | 1:2       | TSV Schönaich                   |
| SV Poltringen                | 1:3       | TSV Dagersheim                  |
| TAV Nagold                   | 4:0       | FC Gärtringen                   |
| TSV Hildrizhausen            | 1:2       | SV Deckenpfronn                 |
| TSV Eningen                  | 3:2       | FC Rottenburg                   |
| SV 03 Tübingen               | 4:8       | TSV Möttlingen                  |
| FV 08 Rottweil               | 1:2       | SSV Reutlingen II               |
| TSV Ofterdingen              | 3:0       | TuS Ergenzingen                 |
| SV Wachendorf                | 0:7       | TSG Balingen                    |
| FC 07 Albstadt               | 0:1       | SV Böblingen                    |
| TSV Eningen                  | 2:4       | TV Wehingen                     |
| FC 07 Albstadt II            | 2:3       | FV Bad Waldsee                  |
| FV Olympia Laupheim          | 5:1       | Spfr Isingen                    |
| SV Ochsenhausen              | 1:4 n. V. | FV Biberach                     |
| SV Tannheim                  | 0:1       | SV Reinstetten                  |
| SV Oberzell                  | 3:1       | FV Rot-Weiß Weiler              |
| TSV Boll (Zollern)           | 5:3       | FC Isny                         |
| Spfr Schwendi                | 3:0       | SV Dotternhausen                |
| TSV Straßberg                | 1:2 n. V. | SV Mochenwangen                 |
| VfB Friedrichshafen          | 5:2       | TSG Achstetten                  |
| TSV Allmendingen             | 0:3       | FV Saulgau                      |
| SV Unlingen                  | 1:4       | FV Ravensburg                   |
| FC Lindenberg                | 2:4 n. V. | FC Wangen 05                    |
| SSV Reutlingen               | Verzicht  | SSV Reutlingen I (1)            |

Freilose für die zweite Pokalrunde: SpVgg 07 Ludwigsburg; SV DJK Stödtlen; SV Zimmern o.R.; ASV Horb; FC Schmiechtal

## 2. Runde
|                                 | Ergebnis  |                        |
| ------------------------------- | --------- | ---------------------- |
| TV Oeffingen                    | 3:4 n. V. | VfL Brackenheim        |
| SG Sonnenhof Großaspach         | 4:3 n. V. | VfR Heilbronn          |
| TURA Untermünkheim              | 3:2       | GSV Pleidelsheim       |
| FC Matzenbach                   | 1:3       | TSG Backnang           |
| Spvgg Renningen                 | 3:1       | SV Stuttgarter Kickers |
| TSV Schwieberdingen             | 0:2       | SpVgg 07 Ludwigsburg   |
| SV DJK Stödtlen                 | 4:0       | TV Steinheim           |
| TSB Schwäbisch Gmünd            | 0:2 n. V. | Spfr Dorfmerk          |
| Spvgg Au/Iller                  | 2:0       | SV Bonlanden           |
| TSG Hofherrnweiler-Unterrombach | 1:3       | Heidenheimer SB        |
| FV Zuffenhausen                 | 3:0       | TSV Köngen             |
| SC Geislingen                   | 1:3       | SSV Ulm 1846 Amateure  |
| SV Deckenpfronn                 | 0:4       | SSV Reutlingen II      |
| SV Zimmern o. R.                | 3:1 n. V. | TSV Eningen            |
| TSV Ofterdingen                 | 1:0       | VfL Sindelfingen       |
| TSV Möttlingen                  | 0:4       | TAV Nagold             |
| TSV Dagersheim                  | 5:0       | ASV Horb               |
| SV Böblingen                    | 3:4 n. V. | TSV Schönaich          |
| TSV Boll (Zollern)              | 0:3       | VfB Friedrichshafen    |
| FV Olympia Laupheim             | 0:3       | Spfr Schwendi          |
| FV Bad Waldsee                  | 3:1 n. V. | FC Schmiechtal         |
| FV Saulgau                      | 7:5 n. V. | SV Mochenwangen        |
| SV Reinstetten                  | 2:6       | FV Biberach            |
| FC Wangen 05                    | 2:1       | FV Ravensburg          |

Freilose für die dritte Pokalrunde: Türk. SC Kornwestheim; SV Oberzell, SSV Reutlingen I

## 3. Runde
|                       | Ergebnis  |                         |
| --------------------- | --------- | ----------------------- |
| SV Oberzell           | 2:1       | SV DJK Stödtlen         |
| TAV Nagold            | 1:0       | 1. FC Donzdorf          |
| TSG Backnang          | 0:1       | TSV Dagersheim          |
| Spfr Dorfmerkingen    | 4:1       | VfB Friedrichshafen     |
| FV Olympia Laupheim   | 0:3       | FC Wangen 05            |
| TURA Untermünkheim    | 1:2       | Spvgg Renningen         |
| TSG Balingen          | 4:6 n. E. | FV Zuffenhausen         |
| SV Zimmern o. R.      | 0:4       | SpVgg 07 Ludwigsburg    |
| TSV Ofterdingen       | 3:0       | VfL Brackenheim         |
| FV Biberach           | 6:0       | SG Sonnenhof Großaspach |
| Spvgg Au/Iller        | 7:0       | TSV Schönaich           |
| SSV Reutlingen II     | 3:0       | SSV Reutlingen I        |
| Heidenheimer SB       | 0:5       | VfR Aalen               |
| SSV Ulm 1846 Amateure | 3:2 n. V. | TSF Ditzingen           |
| Türk. SC Kornwestheim | 1:11      | VfB Stuttgart Amateure  |

## 4. Runde
|                       | Ergebnis  |                        |
| --------------------- | --------- | ---------------------- |
| Spfr Dorfmerkingen    | 0:2       | VfB Stuttgart Amateure |
| FC Wangen 05          | 7:8       | VfR Aalen              |
| SV Oberzell           | 0:2       | TAV Nagold             |
| SSV Reutlingen II     | 4:0       | Spvgg Renningen        |
| SSV Ulm 1846 Amateure | 2:0       | FV Biberach            |
| TSV Ofterdingen       | 4:5 n. E. | TSV Dagersheim         |
| SpVgg 07 Ludwigsburg  | 6:1       | FV Saulgau             |
| Spvgg Au/Iller        | 3:1       | FV Zuffenhausen        |

## Viertelfinale
|                        | Ergebnis |                       |
| ---------------------- | -------- | --------------------- |
| TSV Dagersheim         | 1:4      | VfR Aalen             |
| VfB Stuttgart Amateure | 4:0      | SpVgg 07 Ludwigsburg  |
| TAV Nagold             | 3:6      | SSV Ulm 1846 Amateure |
| SpVgg Au/Iller         | 1:2      | SSV Reutlingen II     |

## Halbfinale
|                        | Ergebnis  |                   |
| ---------------------- | --------- | ----------------- |
| VfB Stuttgart Amateure | 5:0 n. V. | SSV Reutlingen II |
| SSV Ulm 1846 Amateure  | 2:0       | VfR Aalen         |

Die VfB Stuttgart Amateure mussten im Halbfinalduell vor 200 Zuschauern gegen die Amateurmannschaft des SSV Reutlingen 05 in die Verlängerung. Dort schossen Florian Wurster (96. Spielminute), Doppeltorschütze Rüdiger Kauf (102., 117.), Ioannis Amanatidis (104.) und Robert Vujević (107.) einen deutlichen Sieg heraus. Der gastgebende Sechstligist SSV Ulm Amateure setzte sich vor 250 Zuschauern gegen den drei Spielklassen höher antretenden VfR Aalen nach Treffern von Serdar Erdinc (6.) und Sebastiano Cappadona (72.) durch.

## Endspiel
| VfB Stuttgart Amateure                   | VfB Stuttgart Amateure | SSV Ulm 1846 Amateure | SSV Ulm 1846 Amateure |
| ---------------------------------------- | --- | --- | --------------------- |
| VfB Stuttgart Amateure                   | \| 25. Juli 2000 in Kirchheim unter Teck \| \| Ergebnis: 3:1 (0:0) \| \| Zuschauer: 1.000 \| \| Schiedsrichter: Peter Lange (Herrenberg) \| | \| 25. Juli 2000 in Kirchheim unter Teck \| \| Ergebnis: 3:1 (0:0) \| \| Zuschauer: 1.000 \| \| Schiedsrichter: Peter Lange (Herrenberg) \|                                                                           | SSV Ulm 1846 Amateure |
| VfB Stuttgart Amateure                   | Eberhard Trautner – Ilker Aybar, Volker Grimminger, Frank Posch, Fabio Morena – Rüdiger Kauf, Andreas Hinkel, Florian Wurster (Robert Vujević) – Angelo Vaccaro, Domenico D’Andrea (39. Sascha Zrnić), Christian Seeber (60. Florian Lechner) Cheftrainer: Rainer Adrion | Oliver Tuzyna – Vladimir Vuk, Mark Hugel, Stephan Hübner, Goran Djukanović – Daniel Frank, Jochen Schmitt, Crozdan Tokič (56. Robert Mikulic), Oliver Seitz (89. Luigi Macchia) – Sebastiano Cappadona, Serdar Erdinc | SSV Ulm 1846 Amateure |
| VfB Stuttgart Amateure                   | 1:0 Stephan Hübner (52., Eigentor) 2:1 Angelo Vaccaro (82.) 3:1 Angelo Vaccaro (87.) | 1:1 Robert Mikulic (62.) | SSV Ulm 1846 Amateure |
| 25. Juli 2000 in Kirchheim unter Teck    | | |                       |
| Ergebnis: 3:1 (0:0)                      | | |                       |
| Zuschauer: 1.000                         | | |                       |
| Schiedsrichter: Peter Lange (Herrenberg) | | |                       |